# U-571
| U-571 | U-571 | U-571 |
| --- | --- | --- |
| U 571 | | |
| | | |
| Зображення підводного човна підтипу VIIC                                                                     | | |
| Верф | Blohm + Voss, Гамбург                                                                                              | Blohm + Voss, Гамбург                                                                                              |
| Під прапором                                                                                                 | Третій Рейх | Третій Рейх |
| Належність                                                                                                   | Крігсмаріне | Крігсмаріне |
| Порт приписки                                                                                                | Тронгейм, Кіркенес, Кіль, Ла-Паліс (Ла-Рошель)                                                                     | Тронгейм, Кіркенес, Кіль, Ла-Паліс (Ла-Рошель)                                                                     |
| Замовлення                                                                                                   | 24 жовтня 1939 | 24 жовтня 1939 |
| Закладений                                                                                                   | 8 червня 1940 | 8 червня 1940 |
| Спуск на воду                                                                                                | 4 квітня 1941 | 4 квітня 1941 |
| Введений до складу флоту                                                                                     | 22 травня 1941 | 22 травня 1941 |
| На службі | 1941—1944 | 1941—1944 |
| Загибель | 28 січня 1944 року затоплений австралійським летючим човном «Сандерленд»                                           | 28 січня 1944 року затоплений австралійським летючим човном «Сандерленд»                                           |
| Сучасний статус                                                                                              | затоплений | затоплений |
| Бойовий досвід                                                                                               | Друга світова війна Кампанія в Арктиці Битва за Атлантику * Конвой HG 84                                           | Друга світова війна Кампанія в Арктиці Битва за Атлантику * Конвой HG 84                                           |
| Проєкт | | |
| Тип ПЧ | середній торпедний ДПЧ                                                                                             | середній торпедний ДПЧ                                                                                             |
| Вартість | 4 714 000 ℛℳ | 4 714 000 ℛℳ |
| Основні характеристики                                                                                       | | |
| Швидкість (надводна)                                                                                         | 17,9 вузла | 17,9 вузла |
| Швидкість (підводна)                                                                                         | 8 вузлів | 8 вузлів |
| Робоча глибина занурення                                                                                     | 100 м | 100 м |
| Гранична глибина занурення                                                                                   | 220 м | 220 м |
| Автономність плавання                                                                                        | 135—174 км на швидкості 4 вузли (в підводному положенні) 11 470 км на швидкості 10 вузлів (у надводному положенні) | 135—174 км на швидкості 4 вузли (в підводному положенні) 11 470 км на швидкості 10 вузлів (у надводному положенні) |
| Екіпаж | 44—60 осіб | 44—60 осіб |
| Розміри | | |
| Довжина найбільша (по КВЛ)                                                                                   | 67,1 м | 67,1 м |
| Ширина корпусу найб.                                                                                         | 6,2 м | 6,2 м |
| Висота | 9,6 м | 9,6 м |
| Середня осадка (по КВЛ)                                                                                      | 4,74 м | 4,74 м |
| Водотоннажність надводна                                                                                     | 769 т | 769 т |
| Силова установка                                                                                             | | |
| дизель-електрична; 2 дизельних двигуни MAN M 6 V 40/46, 2 електродвигуни Siemens-Schuckert-Werke GU 343/38-8 | | |
| Гвинти | 2 | 2 |
| Потужність                                                                                                   | 2800—3200 к.с. (дизелі) 750 к.с. (електродвигуни)                                                                  | 2800—3200 к.с. (дизелі) 750 к.с. (електродвигуни)                                                                  |
| Озброєння | | |
| Артилерія | 1 × 88-мм палубна гармата SK C/35                                                                                  | 1 × 88-мм палубна гармата SK C/35                                                                                  |
| Торпедно- мінне озброєння                                                                                    | 4 носових і один кормовий ТА 14 торпед або 26 мін TMA                                                              | 4 носових і один кормовий ТА 14 торпед або 26 мін TMA                                                              |
| ППО | 1 × 37-мм зенітна гармата Flak M42 2 × 20-мм зенітні гармати FlaK 30                                               | 1 × 37-мм зенітна гармата Flak M42 2 × 20-мм зенітні гармати FlaK 30                                               |

U-571 — німецький середній підводний човен типу VIIC, що входив до складу Військово-морських сил Третього Рейху за часів Другої світової війни. Закладений 8 червня 1940 року на верфі № 547 компанії Blohm + Voss у Гамбурзі. Спущений на воду 4 квітня 1941 року. 22 травня 1941 року корабель увійшов до складу 3-ї навчальної флотилії ПЧ ВМС нацистської Німеччини.

## Історія
U-571 належав до німецьких підводних човнів типу VIIC, найчисельнішого типу субмарин Третього Рейху, яких було випущено 703 одиниці. Службу розпочав у складі 3-ї навчальної флотилії ПЧ. 1 серпня 1941 року продовжив службу у бойовому складі цієї флотилії.
З серпня 1941 до січня 1944 року U-571 здійснив 11 бойових походів в Атлантичний океан, в яких провів 454 дні. За цей час човен потопив 5 суден, сумарною водотоннажністю 33 511 GRT, завдав одному торговельному (9788 GRT) та одному допоміжному військовому суднам (3870 GRT) невиправних пошкоджень і пошкодив ще одне судно (11 394 GRT).
28 січня 1944 року U-571 був потоплений західніше Ірландії глибинними бомбами австралійського патрульного летючого човна «Сандерленд». Всі 52 члени екіпажу загинули.

## Командири
- Капітан-лейтенант Гельмут Мельманн (22 травня 1941 — 31 травня 1943)
- Оберлейтенант-цур-зее Густав Люссов (31 травня 1943 — 28 січня 1944)

## Перелік уражених U-571 суден у бойових походах
| №                                                             | Дата            | Командир ПЧ             | Назва             | Тип                           | Належність                   | Водотоннажність (брт) | Вантаж                                                             | Конвой        | Результат та координати                                                          | Наслідки атаки для екіпажу   | Прим. |
| ------------------------------------------------------------- | --------------- | ----------------------- | ----------------- | ----------------------------- | ---------------------------- | --------------------- | ------------------------------------------------------------------ | ------------- | -------------------------------------------------------------------------------- | ---------------------------- | ----- |
| Перший похід (18.08—28.08.1941, 10 діб; Тронгейм—Кіркенес)    |                 |                         |                   |                               |                              |                       |                                                                    |               |                                                                                  |                              |       |
| 1                                                             | 26 серпня 1941  | Kptlt. Гельмут Мельманн | «Марія Ульянова»  | плавуча база підводних човнів | Військово-морський флот СРСР | 3 870                 |                                                                    |               | тотально зруйнована 70°08′ пн. ш. 36°03′ сх. д. / 70.133° пн. ш. 36.050° сх. д.  | ? (? загинули та ? вижили)   |       |
| Четвертий похід (10.03—07.05.1942, 59 діб; Ла-Паліс—Ла-Паліс) |                 | Kptlt. Гельмут Мельманн |                   |                               |                              |                       |                                                                    |               |                                                                                  |                              |       |
| 2                                                             | 29 березня 1942 | Kptlt. Гельмут Мельманн | Hertford          | суховантажне судно            | Велика Британія              | 10 923                | 12 103 тонни генеральних вантажів, у тому числі охолодженого м'яса | Конвой HX 133 | потоплено 40°50′ пн. ш. 63°31′ зх. д. / 40.833° пн. ш. 63.517° зх. д.            | 62 (4 загинули та 58 вижили) |       |
| 3                                                             | 6 квітня 1942   | Kptlt. Гельмут Мельманн | Koll              | танкер                        | Норвегія                     | 10 044                | 6 067 барелів високоякісного дизельного палива                     |               | потоплений 34°39′ пн. ш. 68°25′ зх. д. / 34.650° пн. ш. 68.417° зх. д.           | 36 (3 загинули та 33 вижили) |       |
| 4                                                             | 14 квітня 1942  | Kptlt. Гельмут Мельманн | Margaret          | суховантажне судно            | США                          | 3 352                 | 4508 тонн цукру                                                    |               | потоплено 35°15′ пн. ш. 74°28′ зх. д. / 35.250° пн. ш. 74.467° зх. д.            | 29 (усі загинули)            |       |
| П'ятий похід (11.06—07.08.1942, 58 діб; Ла-Паліс—Ла-Паліс)    |                 | Kptlt. Гельмут Мельманн |                   |                               |                              |                       |                                                                    |               |                                                                                  |                              |       |
| 5                                                             | 7 липня 1942    | Kptlt. Гельмут Мельманн | Umtata            | суховантажне судно            | Велика Британія              | 8 141                 | 2000 тонн мінеральної руди                                         |               | потоплено 25°35′ пн. ш. 80°02′ зх. д. / 25.583° пн. ш. 80.033° зх. д.            | 92 (усі вціліли)             |       |
| 6                                                             | 8 липня 1942    | Kptlt. Гельмут Мельманн | J.A. Moffett, Jr. | танкер                        | США                          | 9 788                 | баласт                                                             |               | тотально зруйнований 24°47′ пн. ш. 80°42′ зх. д. / 24.783° пн. ш. 80.700° зх. д. | 43 (1 загиблий та 42 вижили) |       |
| 7                                                             | 9 липня 1942    | Kptlt. Гельмут Мельманн | Nicholas Cuneo    | суховантажне судно            | Гондурас                     | 1 051                 | генеральний вантаж                                                 |               | потоплено 23°54′ пн. ш. 82°33′ зх. д. / 23.900° пн. ш. 82.550° зх. д.            | 20 (1 загиблий та 19 вижили) |       |
| 8                                                             | 15 липня 1942   | Kptlt. Гельмут Мельманн | Pennsylvania Sun  | танкер                        | США                          | 11 394                | 107 500 барелів флотського мазуту                                  |               | пошкоджений 24°05′ пн. ш. 83°42′ зх. д. / 24.083° пн. ш. 83.700° зх. д.          | 59 (2 загинули та 57 вижили) |       |